# Aanslag in Lahore op 27 maart 2016
Op 27 maart 2016 vond een bomaanslag plaats in de Pakistaanse stad Lahore.
De zelfmoordaanslag werd gepleegd in het populaire park Gulshan-i-Iqbal. Op het moment dat de bom afging was het druk in het park. Er waren ter plekke veel christelijke gezinnen die er vanwege Pasen hun vrije tijd doorbrachten. Een 25-jarige zelfmoordterrorist liet zijn bom afgaan in de buurt van een speeltuintje in het park. Er vielen zeker 72 doden en enkele honderden gewonden. Onder de slachtoffers was een aanzienlijk aandeel kinderen. De gewonden werden naar zes verschillende ziekenhuizen vervoerd, onder meer met taxi's, omdat er niet genoeg ambulances beschikbaar waren. Honderden Pakistanen doneerden bloed na een noodoproep van de ziekenhuizen.
Jamaat-ul-Ahrar, een splintergroep voortgekomen uit de Pakistaanse Taliban, eiste de aanslag op en gaf aan het specifiek op christenen te hebben gemunt. Tevens verklaarde de groep te zullen doorgaan met zelfmoordacties. Niettegenstaande het motief van Jamaat-ul-Ahrar was het merendeel van de slachtoffers moslim.
In de deelstaat Punjab werden drie dagen van rouw afgekondigd. Ook werd een paramilitaire actie in gang gezet. De Pakistaanse president Nawaz Sharif gaf daarbij aan dat het doel was om 'niet alleen de terroristische infrastructuur te ondermijnen, maar ook het extremistische gedachtegoed dat onze manier van leven bedreigt'. Bij razzia's werden meer dan tweehonderd verdachten opgepakt.